# Lettre à…
Lettre à… (Dear... en anglais) est une série télévisée documentaire créée par R. J. Cutler, elle a commencé sa diffusion le 5 juin 2020 sur Apple TV+,.

## Production

### Développement
Lettre à.. est inspiré par la campagne publicitaire "Cher Apple" (Dear Apple en anglais), où les clients partagent des histoires sur la façon dont les produits Apple ont changé leur vie. Dans le même ordre d'idées la série met en scène des célébrités lisant des lettres de personnes « dont la vie a été changée grâce à leur travail ». Chaque épisode se concentre sur une célébrité,,.
Le renouvellement du programme est annoncé en mars 2021 avec 10 épisodes, mais en février suivant il est finalement annoncé que la saison ne comprendra que 9 épisodes,.

### Sortie
Les 10 épisodes de la première saison sont sortis le 5 juin 2020, tandis que les 9 épisodes de la seconde furent mis en lignes le 4 mars 2022,.

## Épisodes
Les titres sont les noms des personnalités accueillies.

### Saison 1 (2020)
1. Spike Lee
2. Lin-Manuel Miranda
3. Stevie Wonder
4. Oprah Winfrey
5. Gloria Steinem
6. Grand oiseau
7. Jane Goodall
8. Aly Raisman
9. Yara Shahidi
10. Copeland brumeux

### Saison 2 (2022)
1. Billy Porter
2. Malala Yousafzai
3. Laird Hamilton
4. Jane Fonda
5. Viola Davis
6. Sandra Oh
7. André Léon Talley
8. Ava DuVernay
9. Kareem Abdul-Jabbar